# Margaret Stocks
Margaret Stocks (* 26. April 1895 in London; † 1. Januar 1985; geborene Margaret McKane) war eine englische Badmintonspielerin. Am 15. Februar 1921 heiratete sie Andrew Denys Stocks OBE.

## Karriere
Margaret Stocks gewann 1921 die prestigeträchtigen All England im Damendoppel mit ihrer Schwester Kitty McKane. Drei Jahre später konnten sich beide diesen Titel erneut erkämpfen. 1925 siegte Margaret Stocks im Dameneinzel bei den All England. Sie war für den Klub Logan Badminton aktiv. Auch im Tennis war sie mit ihrer Schwester erfolgreich.

## Erfolge
| Sportart  | Saison | Veranstaltung | Disziplin   | Platz | Name                           |
| --------- | ------ | ------------- | ----------- | ----- | ------------------------------ |
| Badminton | 1921   | All England   | Damendoppel | 1     | Margaret Stocks / Kitty McKane |
| Tennis    | 1922   | Wimbledon     | Damendoppel | 2     | Margaret Stocks / Kitty McKane |
| Badminton | 1924   | All England   | Damendoppel | 1     | Margaret Stocks / Kitty McKane |
| Badminton | 1925   | All England   | Dameneinzel | 1     | Margaret Stocks                |